# Günther Ullerich
Günther Ullerich (Berlin, 1928. április 30. – Köln, 2007. november 28.) olimpiai bronzérmes német gyeplabdázó.

## Pályafutása
A német válogatott tagjaként részt vett az 1952-es helsinki olimpián. 1956-ban Melbourne-ben és 1960-ban Rómában az Egyesült Német Csapat tagjaként indult. A melbourne-i olimpián bronzérmet szerzett a válogatottal. Összesen 58 alkalommal szerepelt a nyugatnémet válogatottban.

## Sikerei, díjai
- Olimpiai játékok
  - bronzérmes: 1956, Melbourne